# Andrzej Biera
Andrzej Biera (ur. 3 października 1948 w Krakowie) – polski arabista i dyplomata, ambasador RP w Iraku (2002–2003) oraz Jordanii (2003–2009).

## Życiorys
Ukończył filologię orientalną na Uniwersytecie Jagiellońskim (1966–1973) oraz międzynarodowe stosunki gospodarcze na SGPiS. Był stypendystą w państwach arabskich.
Pracę w Ministerstwie Spraw Zagranicznych rozpoczął w 1973, zajmując się stosunkami Polski ze światem arabskim. Był dwukrotnie na placówce w Bejrucie (1976–1980, 1981–1982), a także w Ammanie (1985–1987, 1990–1996) i Kairze (1987–1989). W 1997 został urzędnikiem służby cywilnej, a od 2003 ambasadorem tytularnym. Ambasador Polski w Iraku (2002–2003) oraz Jordanii (2003–2009). Wielokrotnie współpracował z Sejmem w charakterze tłumacza języka arabskiego (z którego uzyskał uprawnienia tłumacza przysięgłego), również w kontaktach międzyparlamentarnych.